# Iluzyt
Iluzyt – zbiór opowiadań fantastyczno-naukowych autorstwa Janusza A. Zajdla, wydany przez wydawnictwo Nasza Księgarnia w 1976 roku.

## Spis utworów
- Ten piękny dzień
- Wszystkowiedzący – pierwodruk: „Płomyk”, 1971
- Gra w zielone
- Instynkt opiekuńczy – pierwodruk: „Perspektywy”, 1976
- Dziki w kartoflisku
- 869113325 – po raz pierwszy w antologii pt. Kroki w nieznane, t. 6, 1975
- Inspekcja
- Poczucie winy – pierwodruk: „Młody Technik”, 1973
- Prognozja – pierwodruk: „Młody Technik”, 1968; po raz pierwszy w antologii pt. Kroki w nieznane, t. 2, 1971
- Nieingerencja
- Dowód
- Ferma
- Potęga rozumu
- Dokąd jedzie ten tramwaj?
- Iluzyt